# Ambae
Ambae è un'isola situata nell'oceano Pacifico ed appartenente alla Repubblica di Vanuatu. È una delle isole principali della provincia di Penama, ha una superficie complessiva di 608 km² ed è la sesta isola dell'arcipelago.
Prima dell'indipendenza di Vanuatu (1980) l'isola era chiamata Aoba. La popolazione, circa 10 000 persone, si concentra prevalentemente in alcuni villaggi sulla costa occidentale. Il porto principale dell'isola (e capoluogo di provincia) è Saratamata situato nella parte settentrionale.

## Geografia
Ambae è situata circa 50 km a est dell'isola di Espiritu Santo, 25 km a sud-ovest di Maéwo e 25 km a nord-ovest dell'isola di Pentecoste. L'isola ha una forma ovaleggiante, da nord a sud si estende per circa 38 km mentre da est a ovest per circa 16. Nella parte interna vi sono folte foreste tropicali, al centro si erge il vulcano a scudo Lombenben (1496 m s.l.m.) talvolta chiamato ancora Aoba. Le ultime eruzioni sono del 2006 e 2017.